# Mainstream Publishing
Mainstream Publishing era una casa editrice scozzese, fondata nel 1978 a Edimburgo.
Associata della Random House dal 2005, cessò le proprie attività nel dicembre 2013.
Tra le sue pubblicazioni vi erano Fakers, Forgers and Phoneys di Magnus Magnusson (2005), Kitchen Con: Writing on the Restaurant Racket di Trevor White (2006), l'autobiografia di Gordon Haskell The Road to Harry's Bar: Forty Years on the Potholed Path to Stardom (2006), Britain's Everyday Heroes di Gordon Brown (2007), Kitchener's Last Volunteer di Henry Allingham (2008) e Aisleyne: Surviving Guns, Gangs and Glamour di Aisleyne Horgan-Wallace (2009).